# We Want Sex
We Want Sex (Made in Dagenham) è un film del 2010 diretto da Nigel Cole. Tra gli interpreti principali figurano Sally Hawkins, Bob Hoskins, Miranda Richardson e Rosamund Pike. Il film ha ottenuto 4 candidature ai British Independent Film Awards 2010.

## Trama
Ispirato a fatti realmente accaduti, il film racconta lo sciopero del 1968 di 187 operaie alle macchine da cucire della Ford di Dagenham. Costrette a lavorare in condizioni precarie per molte ore e a discapito delle loro vite familiari, le donne, guidate da Rita O'Grady, protestarono contro la discriminazione sessuale e per la parità di retribuzione. Pagate come operaie non qualificate, le lavoratrici attuarono uno sciopero che riuscì ad attirare l'attenzione dei sindacati e della collettività, trovando infine l'appoggio del ministro Barbara Castle, pronta a lottare con loro contro una legge iniqua e obsoleta.

## Distribuzione
Presentato in anteprima alla 35ª edizione del Toronto International Film Festival l'11 settembre 2010, successivamente è stato presentato fuori concorso al Festival Internazionale del Film di Roma 2010.
Uscito nelle sale cinematografiche britanniche il 1º ottobre 2010, il film è stato distribuito in Italia il 3 dicembre 2010 a cura della Lucky Red.